# Permeabilidad selectiva
De esta forma, pueden entrar a la célula aquellas partículas que necesite la misma y se evita que ingresen las que no le sean útiles. De la misma forma, la célula puede eliminar las partículas que ha producido como desecho. Así se regula la entrada y salida de sustancias a través de la membrana y se logra el correcto funcionamiento de la célula.
Para que una partícula pueda atravesar la membrana plasmática debe tener un tamaño igual o menor a los poros de la membrana, debe tener la carga opuesta a la carga de la membrana o simplemente tener carga neutra, y si es más grande que los poros debe ser disuelta en una solución, disminuyendo su tamaño y así podrá entrar en la célula por medio de la membrana.
Existe semipermeabilidad no pasa soluto, pero pasa disolvente, impermeable no pasa ninguno, permeable pasan los dos 
- Datos: Q6072724